# Jeff Paris
Pour les articles homonymes, voir Paris (homonymie).
Jeffrey Bruce Paris (né en 1944) est un mathématicien britannique connu pour ses travaux en logique, en particulier l'indécidabilité en arithmétique de Peano, le raisonnement incertain et la logique inductive, avec une attention particulière aux principes de la rationalité et du sens commun.

## Biographie
Il passe son doctorat avec Robin Gandy à Manchester en 1969 en soutenant une thèse intitulée Large Cardinals and the Generalized Continuum Hypothesis.
Il est professeur de logique à l'université de Manchester et est élu membre de la British Academy en 1999.
En collaboration avec Leo Harrington, il démontre en 1977 le théorème dit aujourd'hui de Paris-Harrington, qui fournit le premier exemple d'énoncé « naturel » exprimable au premier ordre, « vrai », mais non démontrable dans l'arithmétique de Peano (arithmétique du premier ordre). Le théorème d'incomplétude de Gödel exhibe un tel énoncé pour l'arithmétique du premier ordre, mais qui utilise la prouvabilité par l'intermédiaire de codages arithmétiques, alors que l'énoncé de Paris et Harrington est plus « naturel » au sens où il n'est pas métamathématique comme celui de Gödel. Il s'agit en l'occurrence d'un résultat de combinatoire, une variante (plus forte) du théorème de Ramsey fini, qui se démontre (par exemple) en théorie des ensembles.
En collaboration avec Laurence Kirby, Jeff Paris démontre également en 1982 que le théorème de Goodstein, un résultat assez simple de théorie des nombres, est également indépendant de l'arithmétique de Peano.

## Distinctions
Prix Whitehead (1983)